# Russell Wong
Russell Girard Wong (Troy, 15 de março de 1963) é um ator americano. Russell é o irmão mais velho do ator/modelo Michael Wong. Famoso por seus papéis em vários filmes de ação em Hollywood, Wong iniciou sua carreira em 1985.

## Filmografia

### Filme
| Ano  | Título                                | Papel             | Notas             |
| ---- | ------------------------------------- | ----------------- | ----------------- |
| 1985 | The Musical Singer                    | Russell           |                   |
| 1986 | Tai-Pan                               | Gordon Chen       |                   |
| 1987 | Harry's Hong Kong                     | Sargento Lee      | Telefilme         |
| 1987 | Gwai ma hau yuen                      | Sr. Wong          |                   |
| 1987 | China Girl                            | Yung Gan          |                   |
| 1988 | C.A.T. Squad: Python Wolf             |                   | Telefilme         |
| 1989 | Eat a Bowl of Tea                     | Ben Loy           |                   |
| 1989 | China White                           | Bobby Chow        |                   |
| 1990 | China Cry                             | Lam Cheng Shen    |                   |
| 1991 | New Jack City                         | Park              |                   |
| 1992 | Xia ri qing ren                       | Zeniger           |                   |
| 1993 | Geoffrey Beene 30                     | Homem             | Curta-metragem    |
| 1993 | The Joy Luck Club                     | Lin Xiao          |                   |
| 1994 | Vanishing Son                         | Jian-Wa           | Telefilme         |
| 1994 | Zhong jin shu                         | Ken Chan          |                   |
| 1994 | Vanishing Son II                      | Jian-Wa           | Telefilme         |
| 1994 | Vanishing Son III                     | Jian-Wa           | Telefilme         |
| 1994 | Vanishing Son IV                      | Jian-Wa           | Telefilme         |
| 1998 | The Prophecy II                       | Danyeal           | Direto para vídeo |
| 2000 | Takedown                              | Tsutomi Shimomura |                   |
| 2000 | Romeo Must Die                        | Kai               |                   |
| 2001 | The Tracker                           | Rick Tsung        | Telefilme         |
| 2004 | Twisted                               | Tenente Tong      |                   |
| 2005 | Inside Out                            | Frank             |                   |
| 2006 | Undoing                               | Leon              |                   |
| 2006 | Honor                                 | Ray               |                   |
| 2008 | The Mummy: Tomb of the Dragon Emperor | Ming Guo          |                   |
| 2008 | House of Wong                         | O Homem           | Curta-metragem    |
| 2008 | Dim Sum Funeral                       | Alexander         |                   |
| 2009 | The Sanctuary                         | Patrick           |                   |
| 2010 | Color Me Love                         | Ex-marido de Zoe  |                   |
| 2011 | What Women Want                       | Peter             |                   |
| 2011 | Snow Flower and the Secret Fan        | CEO do banco      |                   |
| 2013 | Hafen der Düfte                       | Edward Lim        |                   |
| 2014 | Light from the Dark Room              | Li Cheung         |                   |
| 2016 | Forever Young                         | General           |                   |
| 2016 | Lost in the Pacific                   | Gary Gao          |                   |
| 2016 | The Jade Pendant                      | Sr. Wong          |                   |

### Televisão
| Ano  | TÍtulo                         | Papel               | Notas                                |
| ---- | ------------------------------ | ------------------- | ------------------------------------ |
| 1988 | The Equalizer                  | Narong Bansari      | Episódio: "Riding the Elephant"      |
| 1989 | 21 Jump Street                 | Locke               | Episódio: "The Dragon and the Angel" |
| 1989 | Gideon Oliver                  | Li Song             | Episódio: "Tungs"                    |
| 1995 | Vanishing Son                  | Jian-Ma             | 13 episódios                         |
| 1997 | Hawaii Five-O                  | Nick Wong           |                                      |
| 1998 | Touched by an Angel            | George              | 2 episódios                          |
| 1998 | Honolulu CRU                   |                     | Episódio: "Piloto"                   |
| 2001 | The Monkey King                | Monkey King         | Minissérie                           |
| 2003 | Black Sash                     | Tom Chang           | 8 episódios                          |
| 2004 | CSI: Crime Scene Investigation | Tenente Arthur Chen | Episódio: "No Humans Involved"       |
| 2005 | Just Legal                     | Promotor            | Episódio: "Piloto"                   |
| 2005 | Commander in Chief             | Membro do Gabinete  | Episódio: "First Disaster"           |
| 2006 | Numb3rs                        | Jeremy Wang         | Episódio: "Undercurrents"            |
| 2010 | Nikita                         | Victor Han          | Episódio: "Rough Trade"              |
| 2012 | Hawaii 5-0                     | Kong Liang          | Episódio: "Ohuna"                    |
| 2013 | Serangoon Road                 | Winston             | Episódio: "Episódio #1.10"           |
| 2014 | Grace                          | Roy Chan            | 4 episódios                          |
| 2015 | NCIS: New Orleans              | Cam Lin             | Episódio: "The Walking Dead"         |

### Video games
| Ano  | Título                    | Papel     | Notas |
| ---- | ------------------------- | --------- | ----- |
| 2003 | True Crime: Streets of LA | Nick Kang |       |